# 南街街道 (广宁县)
南街镇，是中华人民共和国广东省肇庆市广宁县下辖的一个乡镇级行政单位。

## 行政区划
南街镇下辖以下地区：
护国社区、永青社区、红星社区、五一社区、圣堂社区、林洞村、富溪村、江美村、红太阳村、荷木村、赛洞村、黄盆村、黄腊村、黄坪村、星平村、扶楼村、金山村、聚和村、小迳村、本策村、城南村、首约村和丰源村。

## 交通
- 贵广客运专线：广宁站